# 首都五一六红卫兵团
首都五一六红卫兵团，简称五一六兵团，是1967年3月至8月间在北京出现的一个秘密组织，成员以北京高校学生为主，人数不多，其宗旨是“打倒周恩来，砸烂旧政府（指国务院）”，组织策划了一系列的反周恩来活动，引起毛泽东的高度重视，最终导致全国范围开展清查“五·一六反革命集团”运动，后清查运动扩大化，数以百万的干部群众遭到迫害。

## 发展
1967年6月14日，北外“六一六兵团”的头目刘令凯与北京钢铁学院学生、北京钢铁学院“五一六红卫兵团”头目张建旗等人在北外成立了“首都五一六红卫兵团”。6月30日到7月1日，张建旗串连农大、师大、商学院、101中学的一些人在北外五楼召开“首都五一六红卫兵团第一届代表大会”，正式宣布成立“首都五一六红卫兵团”。五一六兵团张贴大字报、散发传单，进行了一系列攻击周恩来的活动。8月下旬，五一六兵团被取缔，其骨干分子均被逮捕。

## 组织结构
设有总指挥部、作战部、情报部等一整套组织机构，共有农林口、财贸口、文教口、公交口、军事口、外事口、中学、全国通讯联络站等八个方面军，其成员分布在北京十余所大专院校。

## 活动方式
在交通要道、闹市区张贴反对周恩来的标语和大字报。
在人民大会堂周围散发传单。
在水产部、农业部、林业部、农科院、气象局等地贴出《告农口革命战友书》等传单和标语。
7月29日，唐亦安、郭海燕等4 名成员在劳动人民文化宫散发传单《20个为什么》。
8月9日，开展“八. 九战役”，在凌晨到北京动物园、甘家口商场、西四丁字街等处大量散发、张贴反周传单，涂写反周标语。向北京大专院校和湖南、湖北、广东、新疆等地邮寄传单，在城里挨家挨户塞传单。
8月12日至15日，在陶然亭等处召开三天“火线会议”。会后发表了《首都五一六红卫兵团总政治部给各军负责同志的信（对目前形势的几点估计）》。